# Кинопрайм
«Кинопрайм» — частный фонд развития современного кинематографа. Учреждён в феврале 2019 года Романом Абрамовичем.
Фонд инвестирует в фильмы на завершающей стадии съемок. Финансирование может достигать 50 % бюджета картины, но не более 100 млн рублей. В случае коммерческого успеха фильма фонд будет получать долю прибыли.
Проекты, претендующие на инвестиции, проходят через экспертный совет, редакторскую и аналитическую группы фонда и получают экспертное заключение, на основании которого инвестор принимает решение о выделении средств. Председателем экспертного совета фонда является режиссёр Павел Чухрай.
Первым проектом, поддержанным фондом, стала картина «Фея» режиссёра Анны Меликян с Константином Хабенским в главной роли. Фонд выделил ей 750 тыс. долларов.
В июле 2023 года «Кинопрайм» анонсировал запуск нового кинофестиваля «Маяк». Он будет проходить в Геленджике. В конкурсе смогут участвовать полнометражные игровые фильмы, ранее не показывавшиеся в России. Пилотный «Маяк» пройдет 5-9 октября 2023 года.

## Конкурсы
Приём заявок на поддержку начался в апреле 2019 года и ведётся непрерывно. В мае 2019 года экспертная группа фонда рассмотрела 33 проекта, но к финансированию были рекомендованы только девять.
За первые полтора года работы в кинопроекты было вложено 1,5 млрд рублей.